# Blaž Vrhovnik
Blaž Vrhovnik (* 8. Mai 1981 in Ljubljana) ist ein ehemaliger slowenischer Skispringer.

## Werdegang
Vrhovnik absolvierte sein erstes internationales Springen am 4. Januar 1997 in Innsbruck im Rahmen der Vierschanzentournee 1996/97. Bereits in seinem ersten Weltcup-Springen konnte er durch einen 21. Platz auf der Großschanze die ersten Weltcup-Punkte gewinnen. Bei der Junioren-Weltmeisterschaft 1997 im kanadischen Canmore gewann er gemeinsam mit Grega Lang, Peter Žonta und Miha Rihtar die Goldmedaille im Teamspringen. Bei der zwei Wochen später stattfindenden Nordischen Skiweltmeisterschaft 1997 in Trondheim wurde er auf der Großschanze 24. und mit dem Team Sechster.
Bei den Olympischen Winterspielen 1998 konnte er auf der Normalschanze den 38. und auf der Großschanze den 17. Platz erreichen. Im Teamspringen wurde er gemeinsam mit Miha Rihtar, Peter Žonta und Primož Peterka Zehnter. Am 11. März 1998 gelang ihm mit Platz 12 im schwedischen Falun die höchste Einzelplatzierung im Weltcup. Bei der Skiflug-Weltmeisterschaft 2000 in Vikersund kam er am Ende auf den 38. Platz. Zu Beginn der Saison 2001/02 sprang Vrhovnik im Continental Cup, wurde aber bereits nach vier Springen mit guten Leistungen wieder in den Weltcup-Kader übernommen. Er konnte jedoch im Weltcup keinerlei Erfolge mehr erzielen und startete daher ab Februar 2002 fest im Continental Cup. Nachdem er auch dort keine nennenswerten Erfolge erzielen konnte, beendete er im März 2003 desillusioniert seine von überschaubaren Ergebnissen geprägte aktive Springerkarriere.

## Erfolge

### Weltcup-Platzierungen
| Saison    | Platz | Punkte |
| --------- | ----- | ------ |
| 1996/97   | 81.   | 11     |
| 1997/98   | 52.   | 47     |
| 1998/99   | 80.   | 09     |
| 1999/2000 | 60.   | 21     |
| 2001/02   | 59.   | 18     |